# Gare de Haecht
La Gare de Haecht ou gare de Haacht est une gare ferroviaire belge de la ligne 53, de Schellebelle à Louvain, située sur le territoire de la commune de Haecht, dans la province du Brabant flamand en région flamande.
Elle est mise en service en 1837 par l'administration des chemins de fer de l'État-Belge. C'est une halte de la Société nationale des chemins de fer belges (SNCB) desservie par des trains InterCity (IC), Omnibus (L) et d’Heure de pointe (P).

## Situation ferroviaire
Établie à 9 m d'altitude, la gare de Haecht est située au point kilométrique (PK) 51,628 de la Ligne 53, de Schellebelle à Louvain, entre les gares ouvertes de Boortmeerbeek et de Wespelaar-Tildonk.

## Historique

### Histoire
La « station de Haeght » est mise en service le 10 septembre 1837 par l'administration des chemins de fer de l’État belge lorsqu’elle ouvre à l'exploitation la section de Malines à Louvain.

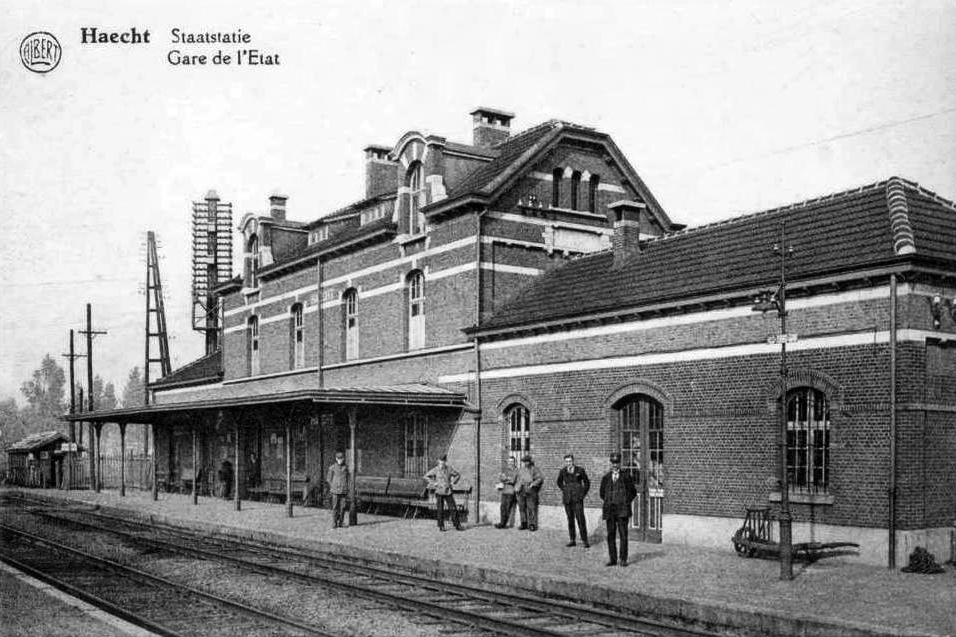
Intérieur de la gare vers 1920.

Les installations provisoires sont remplacées en 1860 par, notamment un bâtiment des recettes (bâtiment principal de la gare).
En 1896, elle est une gare d'échange avec les chemins de fer locaux.
Dans les années 1920, le bâtiment est reconstruit (il pourrait s'agir d'une nouvelle construction mais la forme de ce bâtiment est cohérente avec un réaménagement du bâtiment d'origine).
En 1975, on construit un nouveau bâtiment voyageurs.
Les guichets de la gare ont définitivement fermé en 2015. En 2020, Infrabel et la commune de Haacht entament la modernisation de la gare et de ses accès.

### Gare vicinale
La SNCV a construit une gare de tramways à proximité immédiate de la gare ferroviaire. Le bâtiment, fortement altéré au cours du XXe siècle a été utilisé par De Lijn comme dépôt jusqu'en 2020 avant d'être démoli pour agrandir les installations de la gare.

### Nom de la gare
Elle est dénommée « Haecht » ou « Haeght » lors de sa mise en service. Le 1er février 1938, « Haecht » devient « Haacht ».

## Service des voyageurs

### Accueil
Halte SNCB, c'est un point d'arrêt non géré (PANG) à accès libre doté d'un distributeur automatique de titres de transport. Des aménagements, équipements et services sont à la disposition des personnes à la mobilité réduite.
La traversée des voies et le passage d'un quai à l'autre s'effectuent par le passage à niveau routier.

### Desserte
Haacht est desservie par des trains InterCity (IC), Omnibus (L) et d’Heure de pointe (P) de la SNCB qui effectuent des missions sur la ligne commerciale 53 (Louvain - Malines) (voir brochure SNCB).
En semaine, la desserte comporte :
- des trains IC-21 à arrêts fréquents entre Louvain et Gand-Saint-Pierre via Malines et Termonde ;
- des trains L entre Louvain et Saint-Nicolas ;
- deux trains P de Louvain à Malines (le matin) ;
- deux trains P de Termonde à Louvain et un de Louvain à Termonde (le matin) ;
- un unique train P de Saint-Nicolas à Louvain (le matin) et un autre (dans le même sens) l’après-midi ;
- un unique train P de Malines à Louvain (l’après-midi) ;
- deux trains P de Louvain à Termonde et un train de Termonde à Louvain (l’après-midi).

Les week-ends et jours fériés, seuls circulent des trains IC-21 reliant Louvain et Malines.

### Intermodalité
Un parc pour les vélos et un parking pour les véhicules y sont aménagés. Des bus desservent la gare.

## Comptage voyageurs
Ce graphique et tableau montre le nombre de voyageurs embarquant en moyenne durant la semaine, le samedi et le dimanche.
| Nombre de passagers qui embarquent à la gare de Haecht | Nombre de passagers qui embarquent à la gare de Haecht | Nombre de passagers qui embarquent à la gare de Haecht | Nombre de passagers qui embarquent à la gare de Haecht |
|                                                        | Semaine                                                | Samedi                                                 | Dimanche                                               |
| ------------------------------------------------------ | ------------------------------------------------------ | ------------------------------------------------------ | ------------------------------------------------------ |
| 1977                                                   | 528                                                    | 62                                                     | 26                                                     |
| 1978                                                   | 538                                                    | 42                                                     | 26                                                     |
| 1979                                                   | 527                                                    | 43                                                     | 32                                                     |
| 1980                                                   | 543                                                    | 44                                                     | 24                                                     |
| 1981                                                   | 615                                                    | 45                                                     | 40                                                     |
| 1982                                                   | 652                                                    | 45                                                     | 62                                                     |
| 1983                                                   | 480                                                    | 67                                                     | 35                                                     |
| 1984                                                   | 444                                                    | 53                                                     | 42                                                     |
| 1985                                                   | 421                                                    | 58                                                     | 44                                                     |
| 1986                                                   | 304                                                    | 43                                                     | 34                                                     |
| 1987                                                   | 317                                                    | 63                                                     | 27                                                     |
| 1988                                                   | 368                                                    | 44                                                     | 28                                                     |
| 1989                                                   | 323                                                    | 57                                                     | 41                                                     |
| 1990                                                   | 347                                                    | 50                                                     | 43                                                     |
| 1991                                                   | 339                                                    | 63                                                     | 47                                                     |
| 1992                                                   | 348                                                    | 53                                                     | 44                                                     |
| 1993                                                   | 379                                                    | 74                                                     | 49                                                     |
| 1994                                                   | 414                                                    | 126                                                    | 77                                                     |
| 1995                                                   | 363                                                    | 141                                                    | 109                                                    |
| 1996                                                   | 358                                                    | 124                                                    | 103                                                    |
| 1997                                                   | 364                                                    | 163                                                    | 119                                                    |
| 1998                                                   | 306                                                    | 184                                                    | 105                                                    |
| 1999                                                   | 308                                                    | 158                                                    | 134                                                    |
| 2000                                                   | 363                                                    | 187                                                    | 149                                                    |
| 2001                                                   | 314                                                    | 158                                                    | 137                                                    |
| 2002                                                   | 435                                                    | 164                                                    | 136                                                    |
| 2003                                                   | 465                                                    | 166                                                    | 135                                                    |
| 2004                                                   | 525                                                    | 176                                                    | 150                                                    |
| 2005                                                   | 665                                                    | 134                                                    | 127                                                    |
| 2006                                                   | 672                                                    | 163                                                    | 120                                                    |
| 2007                                                   | 687                                                    | 179                                                    | 146                                                    |
| 2008                                                   | -                                                      | -                                                      | -                                                      |
| 2009                                                   | 921                                                    | 162                                                    | 158                                                    |
| 2010                                                   | -                                                      | -                                                      | -                                                      |
| 2011                                                   | -                                                      | -                                                      | -                                                      |
| 2012                                                   | 918                                                    | 227                                                    | 202                                                    |
| 2013                                                   | 943                                                    | 216                                                    | 196                                                    |
| 2014                                                   | 986                                                    | 209                                                    | 191                                                    |
| 2015                                                   | 674                                                    | 138                                                    | 168                                                    |
| 2016                                                   | 673                                                    | -                                                      | 76                                                     |
| 2017                                                   | 681                                                    | 156                                                    | 183                                                    |
| 2018                                                   | 715                                                    | 227                                                    | 196                                                    |
| 2019                                                   | 685                                                    | 166                                                    | 182                                                    |
| 2020                                                   | 344                                                    | 58                                                     | 57                                                     |
| 2021                                                   | -                                                      | -                                                      | -                                                      |
| 2022                                                   | 760                                                    | 192                                                    | 204                                                    |
| 2023                                                   | 636                                                    | 213                                                    | 233                                                    |
| 2024                                                   | 664                                                    | 185                                                    | 192                                                    |

## Galerie de photographies

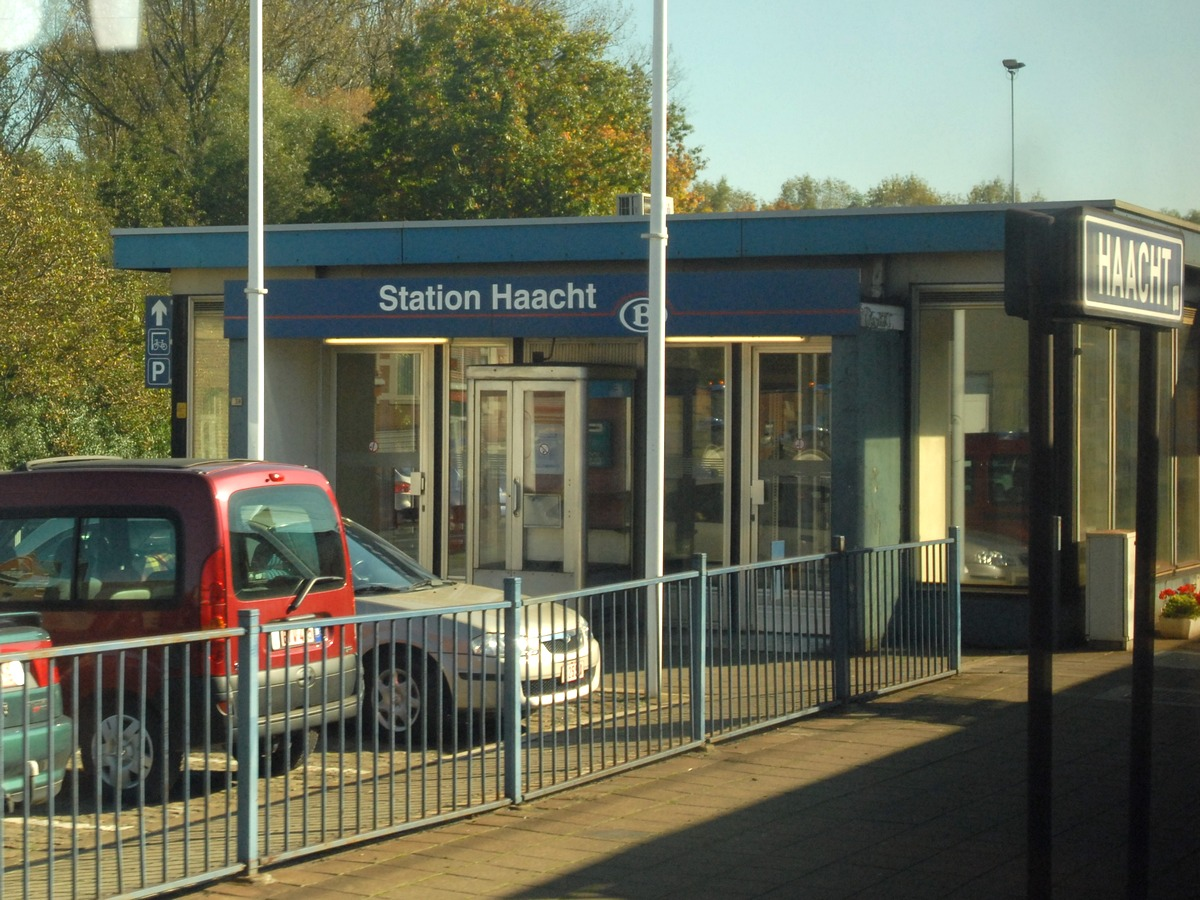
Entrée de la gare.
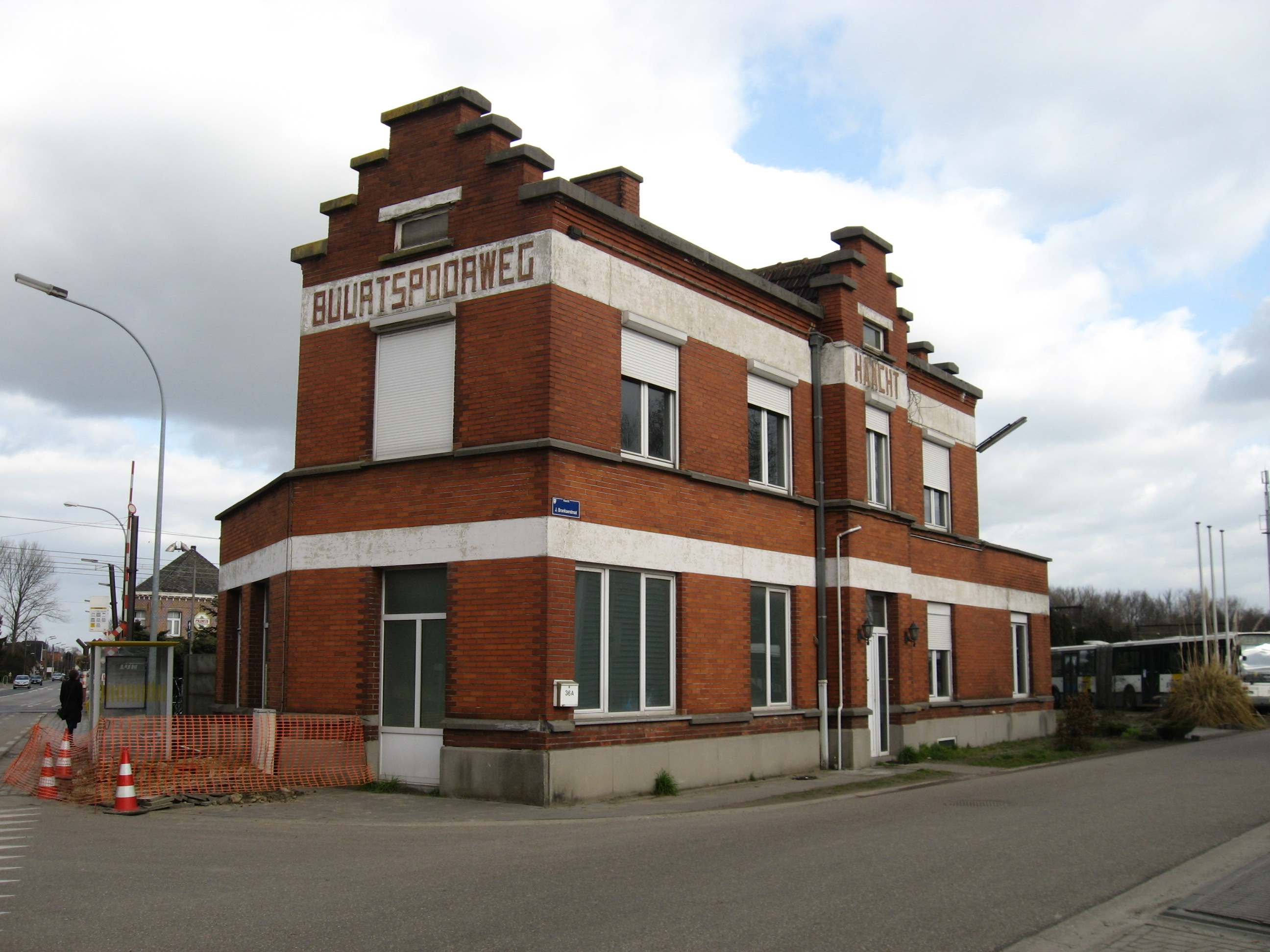
Ancien bâtiment du tramway (SNCV).
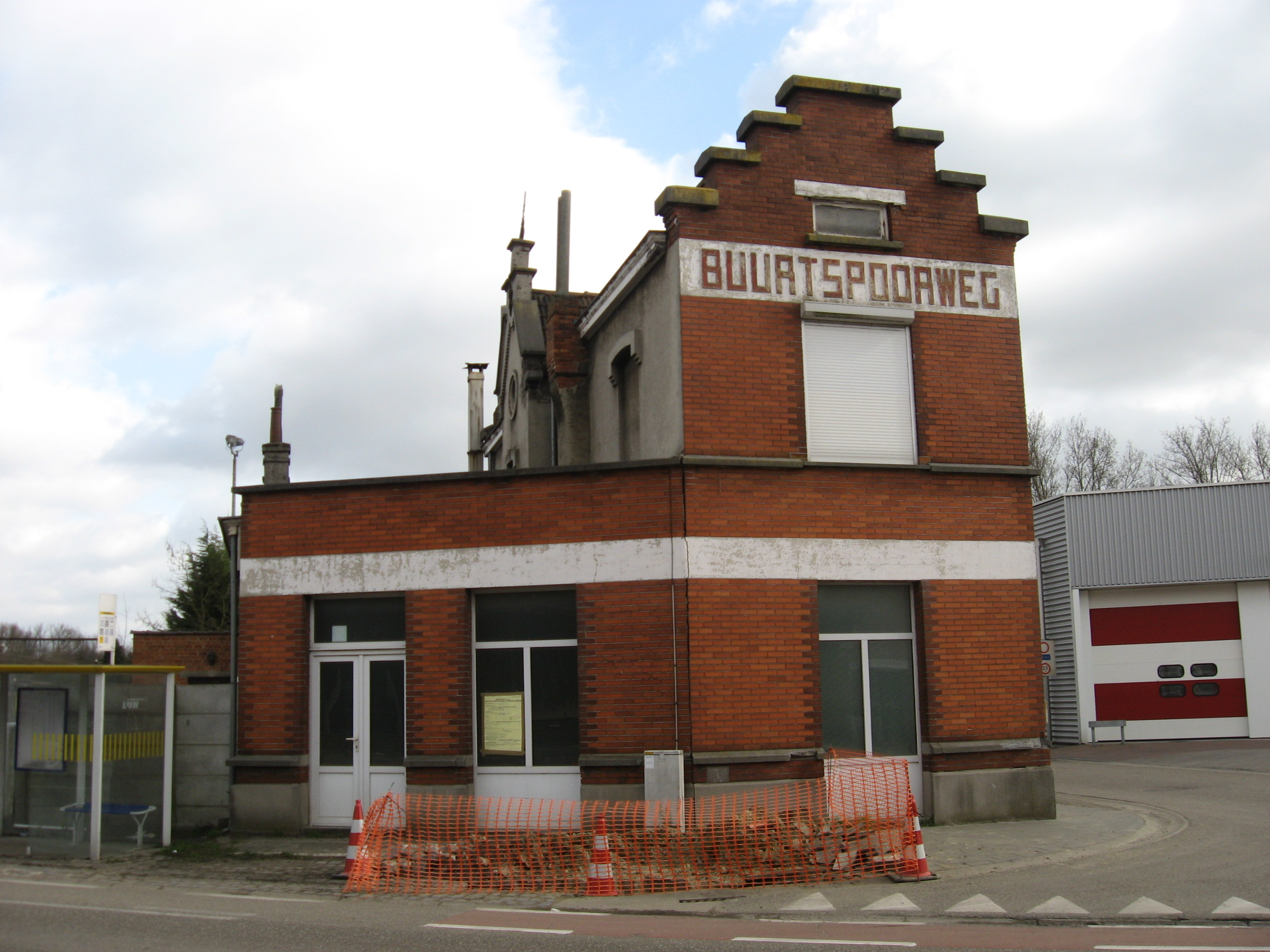
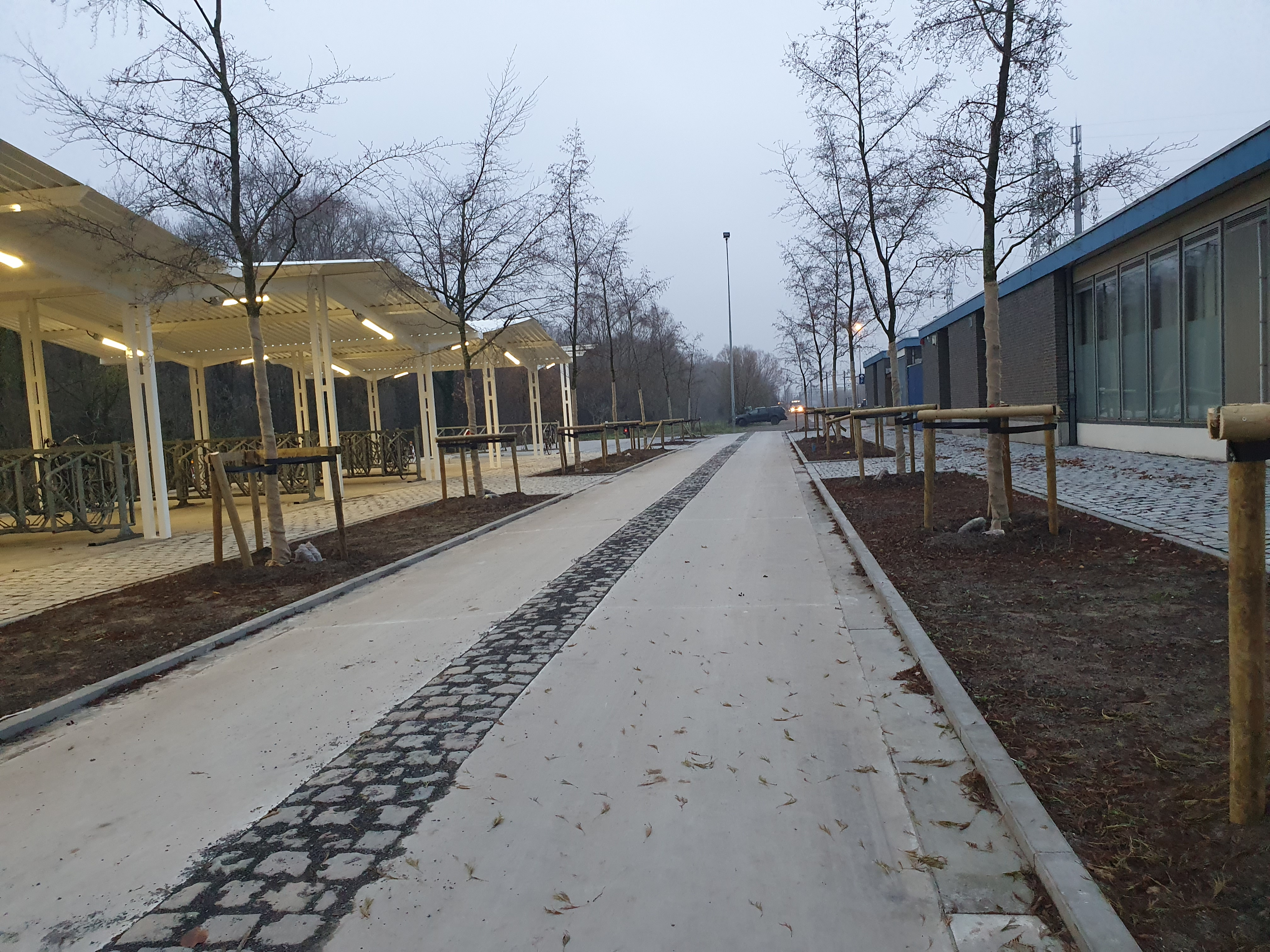
Nouvel abri à vélos.